# Verena Becker

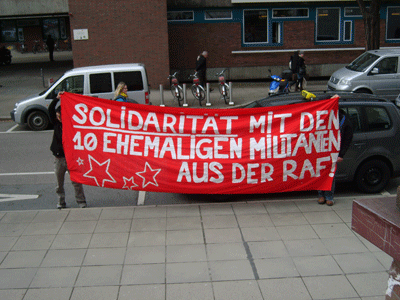
Protestas a Verena Becker

Verena Becker (Berlín Occidental, 31 de julio de 1952) fue una miembro del grupo terrorista alemán de izquierda denominado "Movimiento 2 de Junio" y, posteriormente, de la Fracción del Ejército Rojo, también conocida como Banda Baader-Meinhof o RAF.

## Biografía

### Pertenencia a banda armada
Antes de orientar su vida hacia el crimen, Becker fue estudiante. Inicialmente se unió al Bewegung 2. Juni (Movimiento 2 de Junio o M2J) donde estuvo involucrada en asaltos a bancos y en el atentado al Club de Yates Británico en Berlín Occidental el 2 de febrero de 1972. El M2J clamó, posteriormente indicando, que este ataque se llevó a cabo en solidaridad con el Ejército Republicano Irlandés Provisional (IRA). 

### Primera condena (1974-1975)
Becker fue arrestada el 13 de febrero de 1974, juzgada y declarada culpable de participar en el bombardeo. Sentenciada a seis años de prisión, fue liberada después de un año como parte del intercambio exigido por los secuestradores de Peter Lorenz[3], embarcándose hacia Adén, en Yemen del Sur. 
Entre en 1975 y 1976, regresó clandestinamente a Alemania Occidental. Se vinculó a la segunda generación de la RAF, reagrupados en torno a Siegfried Haag, con quien tuvo contacto en el campo de entrenamiento en Yemén.
Existen evidencias que sugieren la participación de Verena Becker en los asesinatos del fiscal general Siegfried Buback, el 7 de abril de 1977, a pesar de que ella misma señale a Stefan Wisniewski como único culpable. Así mismo, pruebas de ADN evidencian que Becker probablemente no tomó parte en la operación. Este caso fue reabierto en enero de 2008.

### Segunda condena (1977-1989)
En Singen, Alemania, en mayo de 1977, Becker y su compañero, el también terrorista Günter Sonnenberg, fueron divisados por la Policía. Alarmados, Becker y Sonnenberg trataron de escapar. Dispararon varias veces, hiriendo a dos oficiales de policía. Sonnenberg y Becker escaparon a alta velocidad tras robar un vehículo, pero entraron, sin darse cuenta, en una calle sin salida. Tras su huida, fueron tiroteados y arrestados. Sonnenberg fue seriamente herido, con un tiro en la cabeza, y Becker con un balazo en la pierna. La policía incautó una subametralladora en el vehículo abandonado que, por pruebas balísticas, resultó ser el arma utilizada en el asesinato de Buback.[1]
A finales de 1977, Becker fue sentenciada a cadena perpetua por su participación en una organización terrorista. En prisión, participó en varias huelgas de hambre, en las que fue sometida a alimentación forzada. Becker fue puesta en libertad en 1989, al ser perdonada por el presidente federal Richard von Weizsäcker, tras un encierro de doce años. Posteriormente vivió en Alemania bajo un nombre distinto.

### Tercera condena (2012-2016)
En septiembre de 2010 se inició un nuevo juicio en su contra por el homicidio del Fiscal general Siegfried Buback, ejecutado por un Comando de la Banda Baader-Meinhof en 1977, donde, presuntamente, participó Becker. Tras un proceso de dos años, el 16 de julio de 2012, fue condenada a una pena de cuatro años en prisión. Herman Wieland, el Juez de la Corte, señaló al dictar sentencia que Becker había participado de manera decisiva en la reunión del grupo terrorista en Holanda, donde acordaron asesinar a Buback.
Becker tiene pendiente su salida de prisión para el año 2016.